# Show Your Love
《Show Your Love》是臺灣歌手蔡依林的第三張錄音室專輯，由環球音樂和大聲音樂於2000年12月22日發行。專輯製作團隊包括小螞蟻、李偉菘、李偲菘、陳偉及Jae Chong。專輯在臺灣銷量超過26萬張。歌曲〈愛上了一條街〉的MV獲得2001年MTV音樂錄影帶大獎國際觀眾選擇獎。

## 背景和發展
2000年7月11日，蔡依林前往美國紐約茱莉亞學院，參加由Don Lawrence和BeV兩位聲樂教練的為期一個月的歌唱課程。同年11月24日，媒體報導蔡依林已完成新專輯錄製，她形容此過程如同完成大學聯考最後一科，感到如釋重負。隨後媒體於12月7日透露其新專輯將於同月22日發行。

## 創作和錄製
第一主打〈Show Your Love〉是一首節奏熱烈的派對舞曲。錄製過程中，製作人李偉菘帶領蔡依林和錄音師在錄音室跳舞，讓她邊跳邊唱。為營造派對氛圍，特別邀請美國紐約八位黑人和聲歌手參與和聲錄製，豐富了歌曲層次。第二主打〈你還愛我嗎〉為抒情情歌，歌詞表達女性對愛情的細膩期待及受傷的恐懼。
蔡依林曾於暑假期間赴美國紐約茱莉亞學院進修聲樂。第三主打〈愛上了一條街〉靈感來自紐約街道，歌詞展現女性對愛情的嚮往與期待。第四主打〈捨不得〉曲風優美，描寫女性內心情感。第五主打〈感覺你的存在〉反映蔡依林從少女轉變為成年女性後，對愛情的期待和心境轉折。

## 發行和宣傳
專輯首版「21愛世紀CD-Plus版」收錄十首歌曲及《Jolin's True Life成長影音光碟全紀錄》紀錄短片。2001年2月9日，專輯發行改版「感謝慶功版」。同年2月25日，蔡依林於臺北縣板橋市立體育場舉辦首場「Show Your Love演唱會」，同年3月4日於臺中市巨蛋預定地舉辦第二場演唱會。同月16日，專輯發行改版「光榮紀念版」，額外收錄兩支MV及三支「Show Your Love演唱會」現場影片。

### 單曲和音樂影片
2000年12月12日，歌曲〈Show Your Love〉的MV於奇摩站、雅虎、PChome、蕃薯藤、新浪等網站發布，並在臺灣70間時間廊、北部一百寸LED屏幕「依林戰號車」、中部十家東信電信門市及南部高雄漢神百貨戶外螢幕播放。該MV由林錦和執導，動員14名舞者，蔡依林並吊鋼絲表演空中舞蹈，展現熱鬧派對氛圍和輕快律動感。同月13日，單曲〈Show Your Love〉正式發行。
歌曲〈你還愛我嗎〉的MV在偏遠草原拍攝，由鄺盛執導，邀請明道出演，呈現遼闊空間感。該曲獲2001年臺灣Hit FM年度百首單曲第30名。歌曲〈愛上了一條街〉的MV由馬宜中執導，靈感源自蔡依林在美國紐約遊學的生活，呈現練舞歡笑與思鄉落寞，蔡依林表示異鄉生活讓她更體會家的溫暖。歌曲〈捨不得〉和〈感覺你的存在〉的MV亦由馬宜中執導。

### 現場表演

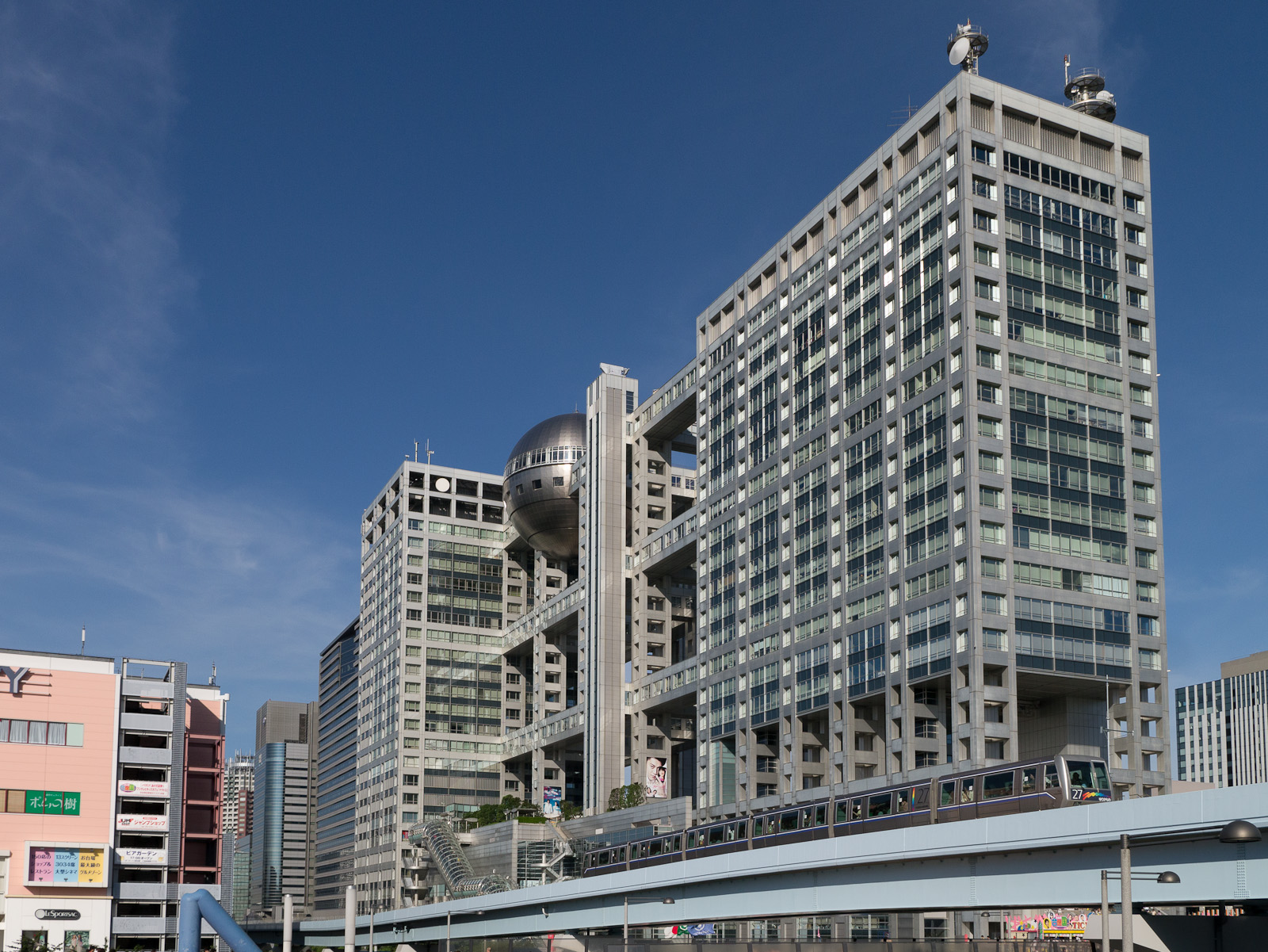
蔡依林赴日本東京富士電視台錄影棚錄製綜藝節目《Asia Super Live》，演唱〈Show Your Love〉。

2000年12月31日，蔡依林參加華視舉辦的「統一夢公園千禧之愛跨世紀演唱會」，演唱〈Show Your Love〉、〈捨不得〉、〈愛上了一條街〉、〈Baby Face〉和〈你還愛我嗎〉。2001年3月22日，她錄製日本富士電視台綜藝節目《Asia Super Live》，演唱〈Show Your Love〉，該節目於同月27日播出。同年6月9日，蔡依林在臺北市參加「封神榜萬人演唱會」，演唱〈Show Your Love〉和〈Surprise〉。

## 商業表現
該專輯於2001年在臺灣玫瑰唱片年度唱片銷量排行榜排名第11名。

## 評價
《南方都市報》評價，該專輯明確確立了蔡依林的個人風格，歌曲中充滿她專注且真摯的情感，聽眾能從每首歌中感受到她的青春氣息與情感。同時指出，專輯反映出她當時年輕，缺乏較深層的人生歷練，整體聆聽後給人初戀美好的感覺，但現實更為複雜，未來蔡依林的演繹深度仍有提升空間。
騰訊娛樂評論認為，該專輯是蔡依林音樂上的大膽嘗試，唱片公司對此較為開放，不再局限於中規中矩的風格，使專輯曲風更加豐富，並特別提及〈Show Your Love〉和〈快有愛〉兩首歌曲的演繹，逐步擺脫出道初期的青澀。

## 獎項
2001年5月18日，蔡依林憑藉專輯獲得第一屆MTV封神榜音樂獎十大人氣歌手獎。同年9月6日，歌曲〈愛上了一條街〉的MV獲得2001年MTV音樂錄影帶大獎國際觀眾選擇獎。

## 曲目
| 《Show Your Love》——21愛世紀CD-Plus版 | 《Show Your Love》——21愛世紀CD-Plus版               | 《Show Your Love》——21愛世紀CD-Plus版 | 《Show Your Love》——21愛世紀CD-Plus版 | 《Show Your Love》——21愛世紀CD-Plus版 | 《Show Your Love》——21愛世紀CD-Plus版 | 《Show Your Love》——21愛世紀CD-Plus版 |
| 曲序                                  | 曲目                                                |                                       | 作曲                                  | 编曲                                  | 製作人                                | 时长                                  |
| ------------------------------------- | --------------------------------------------------- | ------------------------------------- | ------------------------------------- | ------------------------------------- | ------------------------------------- | ------------------------------------- |
| 1.                                    | Show Your Love                                      | 陳靜楠                                | 李偉菘                                | Martin Tang                           | 李偉菘                                | 4:18                                  |
| 2.                                    | 快有愛（Love Is Near）                              | 許常德                                | 陳偉                                  | 陳偉                                  | 陳偉                                  | 3:15                                  |
| 3.                                    | 你還愛我嗎（Do You Still Love Me）                  | 胡如虹                                | Azlan Abu Hassan                      | 陳飛午                                | 小螞蟻                                | 4:23                                  |
| 4.                                    | Baby Face                                           | 謝孟娟                                | Jae Chong                             | Jae Chong                             | Jae Chong                             | 3:45                                  |
| 5.                                    | 如果那天你說愛我（If You Said Love Me on That Day） | 陳珊妮                                | 陳珊妮                                | 吳慶隆                                | 李偲菘                                | 4:08                                  |
| 6.                                    | 捨不得（Reluctant）                                 | 謝孟娟                                | 葉良俊                                | 陳飛午                                | 小螞蟻                                | 4:59                                  |
| 7.                                    | 愛上了一條街（Fall in Love with a Street）          | 謝孟娟                                | 牧野信博                              | 陳敬詩                                | 小螞蟻                                | 4:24                                  |
| 8.                                    | Pretty Pretty Day                                   | 毛毛                                  | 小螞蟻                                | 陳敬詩                                | 小螞蟻                                | 3:07                                  |
| 9.                                    | 一眼就看見（See at a Glance）                       | 姚若龍                                | 潘協慶                                | Terence Teo                           | 李偲菘                                | 4:21                                  |
| 10.                                   | 感覺你的存在（Feel Your Presence）                  | 光中                                  | 劉志文                                | Martin Tang                           | 李偉菘                                | 4:05                                  |
| 总时长：                              | 总时长：                                            | 总时长：                              | 总时长：                              | 总时长：                              | 总时长：                              | 40:22                                 |

| 《Show Your Love》——光榮紀念版（VCD） | 《Show Your Love》——光榮紀念版（VCD）           | 《Show Your Love》——光榮紀念版（VCD） |
| 曲序                                  | 曲目                                            | 时长                                  |
| ------------------------------------- | ----------------------------------------------- | ------------------------------------- |
| 1.                                    | Show Your Love（MV）                            | 4:19                                  |
| 2.                                    | 你還愛我嗎（MV）                                | 4:25                                  |
| 3.                                    | 開場VCR+Show Your Love+Baby Face+快有愛（Live） | 6:20                                  |
| 4.                                    | 如果那天你說愛我（Live）                        | 4:10                                  |
| 5.                                    | 感覺你的存在（Live）                            | 5:25                                  |
| 总时长：                              | 总时长：                                        | 24:39                                 |

## 發行歷史
| 地區       | 日期           | 版本              | 格式    | 經銷商   |
| ---------- | -------------- | ----------------- | ------- | -------- |
| 馬來西亞   | 2000年12月22日 | 正式版            | CD 卡帶 | 環球音樂 |
| 臺灣       | 2000年12月22日 | 21愛世紀CD-Plus版 | CD 卡帶 | 環球音樂 |
| 臺灣       | 2001年2月9日   | 感謝慶功版        | CD      | 環球音樂 |
| 臺灣       | 2001年3月16日  | 光榮紀念版        | CD+VCD  | 環球音樂 |
| 印度尼西亞 | 2000年12月22日 | 正式版            | 卡帶    | 環球音樂 |
| 中國大陸   | 2000年12月22日 | 正式版            | CD 卡帶 | 步升音樂 |

## 外部連結
- YouTube上的《Show Your Love》播放列表